# Ingeborg Magnusdottir
Ingeborg Magnusdottir da Suécia (1280-1319) princesa da Suécia e rainha consorte da Dinamarca, era a caçula dos quatro filhos do Rei Magno III da Suécia e de sua esposa Helwig, filha do conde de Holstein. Casou-se no ano de 1296 com o rei Érico VI da Dinamarca, em união estável que porem não resultaria em herdeiros. Faleceu no ano de 1319, provavelmente pouco tempo após a morte de seu esposo.